# Luigi Cossa (incisore)
Luigi Cossa (Cernusco Asinario, 7 aprile 1789 – Cernusco Asinario, 8 novembre 1867) è stato un incisore e medaglista italiano.

## Biografia
Fu assunto alla zecca di Milano il 4 febbraio 1820. Il 30 giugno 1829 fu nominato incisore dei conii con un salario annuo di 600 fiorini. Il 1º aprile 1841 divenne primo incisore con un salario di 800 fiorini, oltre all'abitazione. Incise 66 medaglie.